# Database Publishing
Database Publishing wird meist im Umfeld der datenbankgestützten automatisierten Medienproduktion als zusammenfassender Begriff genannt. Typische Anwendung ist die Erstellung von Marketing- oder Vertriebspublikationen, darunter Broschüren, Preislisten und Katalogen.
Die Grundidee ist es, Produktdaten bzw. Produktinformationen wie Artikelnummer und Preisinformationen aus einer Datenbank an ein offen gestaltetes Layoutdokument zu übergeben, so dass sich dieses bei Änderungen, z. B. von Preisen, automatisch aktualisiert.
Die wichtigsten Layoutprogramme, die für diese Anwendung in Frage kommen, sind Adobe FrameMaker, InDesign und QuarkXPress, unterstützt von Erweiterungen (Plug-Ins oder XTensions) anderer Hersteller. Weitere Varianten des Database Publishings sehen das „Rendern“ von Inhalten in einer direkt druckbaren PDF-Ausgabe vor. Eine stark zunehmende Tendenz ist es, per Web-Browser diesen Vorgang als Remote Publishing zu nutzen. So können auch komplexe Dokumente bis hin zu umfangreichen Katalogen vollautomatisch erzeugt werden.
Die meisten Systeme verwenden einen templatebasierten Ansatz, bei dem quasi Schablonen der Seiten mit den Datenbankinhalten gefüllt werden – die Seiten enthalten also Markierungen, die durch die gewünschten Daten ersetzt werden. Die Alternative ist ein regelbasierter Layout-Ansatz, wie ihn etwa XSL-FO oder DocScape bieten. Dort werden anstelle von Schablonen Layout-Regeln (ähnlich dem Corporate-Design-Handbuch) beschrieben.
Die aktuellen Layoutprogramme bieten für diese Art der Anwendung XML-Schnittstellen an, die auf besondere Bedürfnisse mittels Scriptprogrammierung angepasst werden können. Dazu gehören die Scriptsprachen AppleScript, JavaScript und Visual Basic .NET.
Die meisten Layoutprogramme können auch durch Software anderer Anbieter in die Lage versetzt werden, mit Datenbankinhalten umzugehen. Für Adobe InDesign sind das Plugins und für Quark XPress XTensions. Die überwiegende Anzahl dieser Erweiterungen nutzen ASCII-Texte, wie z. B. Tabtexte oder auch CSV-Formate.

## Template-basierter Publishing-Ansatz
Der Template-basierte Publishing-Ansatz des Database Publishing zur automatischen Generierung von Dokumenten arbeitet ähnlich der Vorgehensweise bei der Erstellung eines Serienbriefes.
Mit Hilfe eines Layoutprogramms werden Schablonen (Templates) für die gewünschten Seiten entworfen, welche Platzhalter für die aus einer Datenbank zu bestückenden Elemente beinhalten. Diese werden in Form von Text- oder Bildboxen fest auf der Seitenschablone positioniert.
Vorteil des Ansatzes ist, dass sehr einfach und mit den aus dem DTP-Umfeld üblichen Werkzeugen entsprechende Templates erstellt werden können. Nachteil ist, dass in der Regel eine Nachbearbeitung erforderlich ist.
Der Aufwand dieses Arbeitsschrittes hängt von der Komplexität des Layouts ab: Können quasi über alle Seiten dieselben Schablonen gelegt werden, geht der Aufwand gegen Null. Sind die Seiten hingegen Unikate bzw. weichen strukturell voneinander ab, ist der Aufwand beträchtlich. In diesem Fall ist der Regel-basierte Layouting-Ansatz vorzuziehen.